# Operación avispa
En Colombia se le ha dado el nombre de operación avispa al sistema utilizado por un partido o movimiento político de obtener varios puestos en unas elecciones a cuerpo colegiado mediante la partición de listas dentro de un sistema de cociente y residuo electoral.

## Explicación matemática
Si se eligen {\displaystyle n} escaños para un cuerpo colegiado, y se emiten {\displaystyle m} votos válidos, se establece un cociente {\displaystyle q} el cual servirá para repartir los votos. En el casos más sencillo se toma el cociente Hare con el cual:
{\displaystyle q={\frac {m}{n}}}
Si la {\displaystyle i}-ésima lista de {\displaystyle I} listas inscritas obtiene {\displaystyle m_{i}} votos, esta lista tendrá {\displaystyle e_{i}} escaños por cociente y {\displaystyle r_{i}} votos por residuo mediante la fórmula: {\displaystyle m_{i}=qe_{i}+r_{i}}.
{\displaystyle e_{i}=\left\lfloor {\frac {m_{i}}{q}}\right\rfloor ,r_{i}=m_{i}-qe_{i}}
Sea {\displaystyle k} el número de escaños que no son obtenidos por cociente:
{\displaystyle k=n-\sum _{i=1}^{I}e_{i}}
Estos {\displaystyle k} puestos son repartidos entre los mejores {\displaystyle k} residuos {\displaystyle r_{i}}.
De esta forma, el número total de escaños de la {\displaystyle i}-ésima lista será {\displaystyle p_{i}=e_{i}} o {\displaystyle p_{i}=e_{i}+1}. La proporcianlidad se garantiza ya que el número de escaños conservará la relación:
{\displaystyle p_{i}-1<{\frac {m_{i}}{q}}<p_{i}+1}
Cuando {\displaystyle p_{i}} es mucho mayor que 1 para la mayoría de las listas electas, entonces se garantiza la proporcionalidad.
Sin embargo, y particularmente cuando se utiliza cociente Hare (que produce altos coeficientes) en elecciones con muchas listas, el número de escaños que se reparten por residuo es alto, y esto favorece mucho a las listas pequeñas. Particularmente, en el caso de dos listas para repartir dos escaños, si la lista minoritaria recibe el 26% de los votos garantiza un puesto, aunque la lista mayoritaria supere a la minoritaria en casi tres partes. (El partido mayoritario, con 74%, elige un puesto por cociente del 50%, y queda un residuo de 24%, inferior al residuo del 26% de la lista minoritaria.)
En general, cuando el número de listas es similar o superior al número de escaños, se reduce el número de escaños elegidos por cociente y sube el número de escaños elegidos por residuo, particularmente por medio de residuos de listas que no obtienen escaños por cociente ({\displaystyle m_{i}<q}).
Cuando el sistema permite que un partido avale muchas listas, puede aprovechar este quiebre del sistema para obtener más escaños que los que la proporcionalidad implicaría. Cada lista puede obtener a lo más un escaño por residuo, sin embargo un partido con varias listas puede obtener a lo más tantos escaños por residuo como listas presente. Lo cual le da una ventaja sobre un partido que presenta una lista única.

## Ejemplo
En un sistema con cociente Hare, se presentan 4 partidos, el Partido A presenta 4 listas, el partido B dos listas, y los partidos C, D, E y F una lista cada uno.
Para elegir 10 escaños, las listas reciben los siguientes votos:
| Partidos:             | Partido A | Partido A | Partido A | Partido A | Partido B | Partido B | Partido C (lista única) | Partido D (lista única) | Partido E (lista única) | Partido F (lista única) | TOTAL   |
| Listas:               | Lista 1   | Lista 2   | Lista 3   | Lista 4   | Lista 5   | Lista 6   | Partido C (lista única) | Partido D (lista única) | Partido E (lista única) | Partido F (lista única) | TOTAL   |
| --------------------- | --------- | --------- | --------- | --------- | --------- | --------- | ----------------------- | ----------------------- | ----------------------- | ----------------------- | ------- |
| votos:                | 18.000    | 7.000     | 5.000     | 3.500     | 19.000    | 2.300     | 34.300                  | 4.900                   | 4.200                   | 1.800                   | 100.000 |
| cociente:             |           |           |           |           |           |           |                         |                         |                         |                         | 10.000  |
| escaños por cociente: | 1         | 0         | 0         | 0         | 1         | 0         | 3                       | 0                       | 0                       | 0                       | 5       |
| votos por cociente:   | 10.000    | 0         | 0         | 0         | 10.000    | 0         | 30.000                  | 0                       | 0                       | 0                       | 50.000  |
| votos de residuo:     | 8.000     | 7.000     | 5.000     | 3.500     | 9.000     | 2.300     | 4.300                   | 4.900                   | 4.200                   | 1.800                   | 50.000  |
| escaños por residuo:  | +1        | +1        | +1        | 0         | +1        | 0         | 0                       | +1                      | 0                       | 0                       | 5       |
| Total de escaños:     | 2         | 1         | 1         | 0         | 2         | 0         | 3                       | 1                       | 0                       | 0                       | 10      |

Esto otorga 4 escaños al partido A (33.500 votos), 2 al partido B (21.300 votos), 3 al partido C (34.300 votos) y 1 al partido D (4.900 votos). Los partidos E (4.200 votos) y F (1.800 votos) no obtienen escaños. Así, el partido A recibe menos votos que el partido C pero consigue más escaños.
Si los partidos A y B se hubieran presentado con listas únicas, la repartición de escaños hubiera variado:
| Partidos:             | Partido A | Partido B | Partido C | Partido D | Partido E | Partido F | TOTAL   |
| --------------------- | --------- | --------- | --------- | --------- | --------- | --------- | ------- |
| votos:                | 33.500    | 21.300    | 34.300    | 4.900     | 4.200     | 1.800     | 100.000 |
| cociente:             |           |           |           |           |           |           | 10.000  |
| escaños por cociente: | 3         | 2         | 3         | 0         | 0         | 0         | 8       |
| votos por cociente:   | 30.000    | 20.000    | 30.000    | 0         | 0         | 0         | 80.000  |
| votos de residuo:     | 3.500     | 1.300     | 4.300     | 4.900     | 4.200     | 1.800     | 20.000  |
| escaños por residuo:  | 0         | 0         | +1        | +1        | 0         | 0         | 5       |
| Total de escaños:     | 3         | 2         | 4         | 1         | 0         | 0         | 10      |

En el cual el partido A hubiera obtenido un escaño menos, el cual gana el partido C.

## Alternativas
Con el objeto de evitar las distorsiones de la proliferación de listas, existen distintas propuestas:
Listas únicas por partido
Cortan de raíz el problema de la proliferación de listas por cada partido, sin embargo tienen el inconveniente de que no permiten la representación de diversos sectores dentro del partido, lo que es solucionable por medio de una ley de lemas o un sistema de voto preferente. Tampoco impide que un partido se disgrege presentando sus listas como si fueran partidos diferentes, aunque esto último puede solucionarse por medio de un umbral electoral o un estatuto de partidos que desfavorezca la creación de movimientos nuevos.
Ley de lemas
La ley de lemas permite que los distintos partidos presenten tantas listas como deseen, pero los cálculos de partición de escaños se hacen por partido y no por listas. Dentro de los escaños obtenidos por un partido, las listas se reparten de acuerdo a su proporción.
En el ejemplo, el partido A obtendría 3 escaños para repartir entre sus listas (probablemente 2 a la lista 1 y 1 a la lista 2) y el partido B dos (que probablemente irían a la lista 5).
Umbral
El umbral electoral evita que los partidos o listas menos votados participen de la partición de escaños.
En el ejemplo, un umbral de 10.000 votos (los que requieren elegir un escaño por cociente) descarta a las listas 2, 3, 4 y 6 y a los partidos D, E y F. Dando finalmente 2 escaños al partido A, 3 al partido B y 5 al partido C.
Cifra repartidora
Un método de cifra repartidora como d'Hondt favorece a las listas de mayor votación sobre las minoritarias.
En el ejemplo, d'Hondt habría otorgado 3 escaños al partido A (dos a la lista 1 y uno a la 2), 2 al partido B (ambos a la lista 5) y 5 al partido C.
En Colombia se han adoptado las medidas de lista única (con voto preferente si así lo establece el partido), umbral electoral y cifra repartidora d'Hondt; adicionalmente los movimientos políticos que no tienen participación en el congreso requieren de la firma de un número de ciudadanos que se declaran dispuestos a votar por el movimiento, lista o candidato.

## Historia
El sistema de cociente y residuo electoral ha sido por mucho tiempo la forma usual de definir la composición de los cuerpos colegiados en las elecciones efectuadas en Colombia. En ocasiones un partido inscribía más de una lista representando distintas tendencias dentro del partido, pero el número de listas seguía siendo limitado.
En las elecciones de 1990 para convocar y elegir una Asamblea Nacional Constituyente, el Partido Liberal Colombiano inscribió un número muy amplio de listas, muchas de las cuales lograron un único escaño por residuo, siendo la representación de los liberales en esa Asamblea Constituyente mayor que la proporción de voto obtenida en las urnas.
Esta tendencia se impuso en las consiguientes elecciones.
Para las elecciones legislativas de Colombia de 2002, se confirmó la tendencia de inscripción de múltiples listas por partido. De 100 escaños al senado, por la circunscripción general, menos de 10 escaños fueron elegidos por cociente, un escaño fue elegido por residuo de una lista que obtuvo cociente y los restantes escaños fueron elegidos por residuo. El patrón se replicó en la Cámara de Representantes.